# Satz von van Est
In der mathematischen Theorie der Lie-Gruppen ermöglicht der van Est-Isomorphismus oder Satz von van Est die Berechnung der stetigen Kohomologie von halbeinfachen Lie-Gruppen. Er wurde von Willem Titus van Est bewiesen.

## Aussage
Die stetige Kohomologie {\displaystyle H_{c}^{*}(G)} einer nicht-kompakten halbeinfachen Lie-Gruppe {\displaystyle G} kann berechnet werden als 
{\displaystyle H_{c}^{*}(G)=H_{dR}^{*}(G^{u}/K)}.
Hierbei bezeichnet {\displaystyle K} eine maximal kompakte Untergruppe von {\displaystyle G} und {\displaystyle G^{u}/K} das kompakte Dual des symmetrischen Raumes {\displaystyle G/K}, sowie {\displaystyle H_{dR}^{*}(G^{u}/K)} die De-Rham-Kohomologie von {\displaystyle G^{u}/K}.

## Beispiele
- Für {\displaystyle G=SO(n,1)} ist {\displaystyle G/K=H^{n}} der hyperbolische Raum, sein dualer symmetrischer Raum ist die Sphäre {\displaystyle G^{u}/K=S^{n}} und mit dem Satz von van Est erhält man

{\displaystyle H_{c}^{i}(SO(n,1)=H_{dR}^{i}(S^{n})={\begin{cases}\mathbb {R} ,&{\text{für }}i=0,n\\0&{\text{sonst}}\end{cases}}}
- Für {\displaystyle G=SL(n,\mathbb {C} )} ist {\displaystyle G/K=SL(n,\mathbb {C} )/SU(n)} mit kompaktem Dual {\displaystyle G^{u}/K=(SU(n)\times SU(n))/SU(n)\simeq SU(n)}, mit dem Satz von van Est erhält man

{\displaystyle H_{c}^{*}(SL(n,\mathbb {C} ))=H_{dR}^{*}(SU(n))=\Lambda _{\mathbb {Z} }(b_{3},b_{5},\ldots ,b_{2n-1}),}
wobei {\displaystyle b_{i}\in H_{c}^{i}(SL(n,\mathbb {C} ))} die i-te Borel-Klasse bezeichnet.